# Болнісі (Болніський муніципалітет)
Болнісі (груз. ბოლნისი) — село в Грузії.
За даними перепису населення 2014 року в селі проживає 1534 особи.